# Caroline Leaf
Caroline Leaf (nascuda el 12 d'agost de 1946) és una cineasta estatunidenco-canadenca, animadora, directora, tutora i artista. Ha produït nombrosos curtmetratges d'animació i el seu treball ha estat reconegut arreu del món. És més coneguda com una de les cineastes pioneres del National Film Board of Canada (NFB). Va treballar a l'NFB des de 1972 fins a 1991. Durant aquest temps, va crear les tècniques d'animació de sorra i animació de pintura sobre vidre. També va provar noves tècniques pràctiques amb pel·lícules IMAX de 70 mm. La seva obra sovint representa la cultura canadenca i es basa en la narrativa. Leaf viu ara a Londres, Anglaterra, i és tutor a la National Film and Television School. Manté un estudi a Londres que treballa amb olis i sobre paper i dibuixa paisatges amb un iPad.

## Biografia i primers treballs
Leaf va néixer a Seattle, Washington i va viure a Boston. Va assistir al Radcliffe College, a la Universitat Harvard, i es va especialitzar en ciències de l'arquitectura i arts visuals entre 1964 i 1968. Durant el seu darrer any d'estudis, es va matricular a una classe d'animació. La classe va ser impartida per Derek Lamb com una pràctica creativa, no com una formació professional. Lamb va animar els seus alumnes a centrar-se en el moviment. Fulla treballada amb sorra de platja estesa sobre una caixa de llum. Va ser quan va crear animació de sorra. Amb aquesta tècnica, va produir la seva primera pel·lícula Sand, or Peter and the Wolf i va rebre una beca de la Universitat Harvard. Després de graduar-se, es va traslladar a Itàlia durant un any per centrar-se en el seu dibuix. Tornant a Harvard, va fer la seva segona pel·lícula d'animació, Orpheus painting on glass (animació de pintura sobre vidre.) Després va fer treball autònom des d'un estudi de Boston i va fer How Beaver Stole Fire. Leaf es va traslladar a Mont-real per treballar com a animadora/directora per al National Film Board of Canada el 1972. Va treballar a l'NFB als departaments d'animació en francès i anglès fins al 1991. Va fer 9 pel·lícules d'animació i titelles en directe i una pel·lícula documental durant aquells anys.

## Carrera
Leaf va fer la seva primera pel·lícula, Sand, or Peter and the Wolf, el 1969 a la Universitat Harvard. El curt es va fer abocant sorra sobre una caixa de llum i manipulant les formes fotograma a fotograma. La seva segona pel·lícula a Harvard, Orfeo, va ser pintada sobre vidre sota la càmera. El 1972 va ser convidada a unir-se al National Film Board of Canada's French Animation Studio. La seva primera pel·lícula per a l'NFB va ser The Owl Who Married a Goose: An Eskimo Legend.
Fer la pel·lícula va suposar dos viatges a l'Àrtida canadenca, primer per col·laborar en dissenys amb l'artista inuit Nanogak i després per gravar els efectes de so de la pel·lícula. El seu curtmetratge més conegut va ser The Street, que va ser dibuixat directament sota la càmera amb una barreja de pintura i glicerina. Va ser una adaptació del conte breu de Mordechai Richler, i va ser nominat a l'Oscar al millor curtmetratge d'animació als Premis Oscar de 1976. També apareix a l'Animation Show of Shows.
Leaf va codirigir un documental d'animació anomenat Interview with Veronika Soul. Va fer un documental sobre les cantants Kate i Anna McGarrigle, produït per Derek Lamb. El 1990 va fer la seva primera animació en gairebé una dècada, ratllant l'emulsió de pel·lícula de color negre de 70 mm exposada i tornant a rodar amb una pel·lícula de 35 mm. Va treballar durant 2 anys utilitzant aquesta tècnica a la versió original de la seva pel·lícula Two Sisters anomenada Entre Deux Soeurs. El to i la història d'aquesta pel·lícula és fosc. Two Sisters va guanyar el premi al millor curtmetratge al Festival Internacional de Cinema d'Animació d'Annecy el 1991.
Leaf va treballar com a animadora/directora a l'NFB fins al 1991. El 1991 va deixar l'animació per establir-se com a artista de belles arts que treballava a l'oli. El 2004 va contribuir amb l'animació a una pel·lícula sobre el Ferrocarril Subterrani produïda per Acme Filmworks a Los Angeles anomenada Suite for freedom. La seva part es deia Slavery.

## Tècniques d'animació i influència
Leaf va descobrir una manera espontània i artística d'animar artesanalment a la seva classe d'animació a Harvard i la va desenvolupar en la seva carrera professional, aleshores pionera: Animació de sorra, Pintura sobre vidre i gravat a mà en material de pel·lícula. Totes les seves tècniques han estat descrites com a "transicions fluides". Va utilitzar diferents tècniques per explicar millor la història de cadascuna de les seves pel·lícules que mostraven el seu estil basat en la narrativa. Va crear històries senzilles, anecdòtiques i de ficció basades en obres literàries. Les seves pel·lícules contenen personatges amb problemes relacionables i complexos. Les seves històries són majoritàriament adaptacions de la literatura i reflecteixen el seu contingut narratiu sovint fosc. Every decision when I am animating is for the benefit of the story."
Leaf també és considerada una cineasta canadenca influent pel seu llarg servei al National Film Board of Canada i la seva representació de la cultura canadenca a les seves pel·lícules. Això es pot veure principalment a les seves pel·lícules The Street, The Owl who Married the Goose i Kate and Anna McGarrigle.

## Pintura i dibuix
Des de l'any 2000, Leaf ha mantingut un estudi a Londres, Anglaterra, i ha desenvolupat un estil personal de pintura a l'oli i dibuixos sobre paper. El seu treball és abstracte i molt guiat per la creació de marques i una recerca personal per crear espais on es convida l'espectador. També ha desenvolupat un estil paisatgístic animat d'observació directa des de la natura i treballa en sortides de camp amb paper i llapis i també amb iPad, utilitzant programes anomenats Brushes i ProCreate.

## Filmografia selecta
| Any  | Títol                                         | Crèdit                              |
| ---- | --------------------------------------------- | ----------------------------------- |
| 1969 | Sand, or Peter and the Wolf                   | animador, director                  |
| 1972 | Orfeo                                         | animador, director                  |
| 1972 | How Beaver Stole Fire                         | animador, director                  |
| 1976 | The Owl Who Married a Goose: An Eskimo Legend | animador, director                  |
| 1976 | The Street                                    | animador, director                  |
| 1977 | The Metamorphosis of Mr. Samsa                | animador, director                  |
| 1979 | Interview                                     | co-animador, director               |
| 1981 | Kate and Anna McGarrigle                      | director                            |
| 1981 | The Right to Refuse                           | coguionista, co-productor, director |
| 1982 | An Equal Opportunity                          | director, coguionista               |
| 1983 | Pies                                          | animador                            |
| 1983 | War Series                                    | animador, director                  |
| 1985 | The Owl and the Pussycat                      | director, productor, dissenyador    |
| 1986 | The Fox and The Tiger: A Chinese Parable      | director, dissenyador               |
| 1986 | A Dog's Tale: A Mexican Parable               | director                            |
| 1988 | Paradise Found                                | animador, director                  |
| 1990 | Two Sisters                                   | animador, director                  |
| 1991 | I Met a Man                                   | animador, director                  |
| 1993 | Bell Partout                                  | animador, director                  |
| 1994 | Fleay's Fauna Centre                          | animador, director                  |
| 1995 | Brain Battle                                  | animador, director                  |
| 1995 | Radio Rock Detente                            | animador, director                  |
| 2004 | Slavery                                       | director                            |

## Premis
| Any  | Premi                                       | Competició                                                       | Títol                          |
| ---- | ------------------------------------------- | ---------------------------------------------------------------- | ------------------------------ |
| 1975 | Premi Especial Emilie Reynaud               | Festival Internacional de Cinema d'Animació de França            | The Owl who Married a Goose    |
| 1975 | Etrog a la millor pel·lícula d'animació     | Canadian Genie Awards                                            | The Owl who Married a Goose    |
| 1976 | Premi del Govern de Victòria                | Festival Internacional de Cinema d'Austràlia                     | The Owl who Married a Goose    |
| 1976 | Tercer Premi - Silver Boomerang             | Festival Internacional de Cinema d'Austràlia                     | The Owl who Married a Goose    |
| 1976 | Primer Premi                                | Festival Internacional de Cinema d'Austràlia                     | The Owl who Married a Goose    |
| 1976 | Primer Premi - Pel·lícules per a nens       | Festival Internacional d'Animació d'Ottawa                       | The Owl who Married a Goose    |
| 1976 | Premi Silver Cindy                          | USA Cindy Competition                                            | The Owl who Married a Goose    |
| 1976 | Premi Especial d'Animació                   | USA Cindy Competition                                            | The Owl who Married a Goose    |
| 1976 | Premi de Plata                              | USA Information Film productors Association Convention           | The Owl who Married a Goose    |
| 1976 | Grand Prix                                  | Ottawa International Animation Festival                          | The Street                     |
| 1976 | Gran Premi                                  | Festival Internacional d'Animació d'Ottawa                       | The Street                     |
| 1976 | Etrog a la millor pel·lícula d'animació     | Canadian Genie Awards                                            | The Street                     |
| 1977 | Premi Blue Ribbon - Arts del Llenguatge     | Festival de Cinema i Vídeo Americà                               | The Street                     |
| 1977 | Premi especial                              | Festival Internacional de Cinema d'Austràlia                     | The Street                     |
| 1977 | Primer Premi - Pel·lícules d'animació       | Ireland Cork Film Festival                                       | The Street                     |
| 1977 | Placa de bronze Chris                       | Festival Internacional de Cinema i Vídeo dels EUA                | The Street                     |
| 1977 | Primer Premi                                | Festival de Cinema de High Plains - Texas Tech. Universitat      | The Street                     |
| 1977 | Menció Especial del Jurat                   | Festival Internacional de Curtmetratges i Documentals            | The Street                     |
| 1977 | Premi Red Ribbon - Arts del llenguatge      | Festival de Cinema i Vídeo Americà                               | The Owl who Married a Goose    |
| 1977 | Primer Premi                                | Festival Internacional de Curtmetratges d'Àustria                | The Owl who Married a Goose    |
| 1977 | Menció Especial del Jurat                   | Festival Internacional de Cinema Àrtic de Finlàndia              | The Owl who Married a Goose    |
| 1977 | Premi de la Crítica                         | Festival Internacional de Cinema d'Animació de França            | The Metamorphosis of Mr. Samsa |
| 1978 | Premi a la millor animació                  | Festival Internacional de Curtmetratges d'Espanya                | The Street                     |
| 1978 | Premi al Mèrit                              | Festival Internacional de Cinema Anual dels EUA                  | The Metamorphosis of Mr. Samsa |
| 1978 | Gran Premi                                  | Festival Internacional de Cinema de Polònia                      | The Metamorphosis of Mr. Samsa |
| 1978 | Premi Especial del Jurat                    | Festival Internacional d'Animació d'Ottawa                       | The Metamorphosis of Mr. Samsa |
| 1978 | Certificat d'assoliment destacat            | Concurs de premis Golden Gate i Festival Internacional de Cinema | The Metamorphosis of Mr. Samsa |
| 1979 | Premi AMER Golden Eye                       | Premis anuals de cinema AMER                                     | The Street                     |
| 1979 | Premi del Jurat al Millor Curtmetratge      | Festival de Cinema del Món de Montreal                           | The Interview                  |
| 1979 | Primer premi (5-15 minuts)                  | Festival Mundial de Cinema d'Animació                            | The Interview                  |
| 1980 | Certificat per a una pel·lícula excepcional | Festival Internacional de Cinema de Hong Kong                    | The Metamorphosis of Mr. Samsa |
| 1981 | Gran Premi                                  | Festival Internacional de Cinema d'Austràlia                     | The Interview                  |
| 1991 | Premi a la millor pel·lícula                | Festival Internacional de Cinema d'Animació de França            | Two Sisters                    |
| 1991 | Gran Premi                                  | Celebració Internacional d'Animació de Los Angeles               | Two Sisters                    |
| 1991 | Premi a la millor animació                  | Festival Internacional de Curtmetratges de Suècia                | Two Sisters                    |
| 1992 | Menció d'Honor                              | Festival de Cinema i Vídeo Americà                               | Two Sisters                    |
| 1992 | Premi Especial del Jurat                    | Festival Internacional de Cinema d'Animació de Xangai            | Two Sisters                    |
| 1992 | Premi Alberta-Quebec                        | Premis Quebec-Alberta                                            | Two Sisters                    |
| 1992 | Premi a la millor pel·lícula                | Festival Internacional de Cinema de Finlandia                    | Two Sisters                    |
| 1992 | Premi Apple de Plata                        | Concurs Nacional Xarxa de Mitjans Educatius                      | Two Sisters                    |

### Altres premis
- 1994: Premi Norman McLaren
- 1996: Life Achievement Award, Festival Mundial de Cinema d'Animació - Animafest Zagreb
- 2017: Premi Winsor McCay (Premi a la trajectòria, Premis Annie)[11]
- 2019: Premi Drac de Dracs, Festival de Cinema de Cracòvia[12][13]

### Nominacions
- 1977: Premi Oscar per The Street[14][15]